# Мелетий (Христидис)
Митрополи́т Меле́тий Христи́дис (греч. Μητροπολίτης Μελέτιος Χρηστίδης, при рождении Дими́триос Хадзиага́пулу, греч. Δημήτρης Χατζηαγάπογλου; 1880, Спарта, Малая Азия — 20 июля 1967, Неа-Иония, Аттика) — епископ Константинопольской православной церкви, титулярный митрополит Патарский.

## Биография
Происходил из видной и древней семьи малоазийской Спарты (ныне Испарта, Турция).
Окончил Богословскую школу на острове Халки.
3 августа 1903 года митрополитом Каллиопольским Иеронимом рукоположён в сан диакона. Служил Архидиаконом в кафедральном соборе Каллиполя.
20 ноября 1904 года рукоположён в сан священника. Служил протосинкеллом Писидийской митрополии.
В 1908 году возглавил дирекцию греческих школ Спарты (Испарты), которые насчитывали более 700 учеников и учениц.
19 декабря 1910 года был хиротонисан в титулярного епископа Патарского, викария Писидийской митрополии. Хиротонию совершили: митрополит Писидийский Константин (Апостолу), митрополит Созоагатопольский Дорофей (Христидис) и митрополит Приконнисский Софроний (Аргиропулос). Его кафедра располагалась в Тарсусе.
С 1913 года — викарий Никейской митрополии.
С 1914 года — викарий Ираклейской митрополии.
В 1919 году назначен викарием члена Синода Константинопольского Патриархата митрополита Писидийского Герасима (Танталидиса) и уехал в Анталию. Трудился в условиях больших трудностей и опасностей. В результате его деятельности он был приговорён к смерти через повешение, но в конечном итоге приговор был заменён на ссылку.
8 января 1921 года он был заключён в тюрьму, а затем перемещён турецкими властями в армянскую Мелитини (ныне Малатья), где он оставался в ссылке до 1924 года.
После лишений и опасностей, в сентябре 1924 года он прибыл беженцем в Грецию и обосновался в поселении беженцев Подарадес (впоследствии Неа-Иония), где до этого обосновались большинство его земляков. Неустанно трудился чтобы облегчить долю своей пострадавшей паствы.
Становится викарием Афинской архиепископии. Служил архиепископским эпитропом в Неа-Ионии (северный пригород Афин).
Создал школу для рабочей молодёжи и детей, во время Великого голода в Греции 1941 года организовал столовые, которые ежедневно предлагали 15.000 порций еды и много другое.
В январе 1961 года по завершении 50-летия архиерейства был возведён в сан митрополита с оставлением на той же титулярной кафедре.
25 марта 1963 года Афинская академия на официальной церемонии, наградила митрополита Мелетия и в его лице всех невидимых (неизвестных) героев малоазийского эллинизма.
Скончался 20 июля 1967 года в Неа-Ионии.